# Chiloglanis niger
Chiloglanis niger is een straalvinnige vissensoort uit de familie van de baardmeervallen (Mochokidae). De vis wordt maximaal 3,5 cm en leeft alleen in het Nigerbekken in het departement Menchum in Kameroen. De Chiloglanis niger leeft in zoet water.
De wetenschappelijke naam van de soort is voor het eerst geldig gepubliceerd in 1989 door Tyson R. Roberts.